# Hrabstwo Gaines
Hrabstwo Gaines – hrabstwo położone w USA, w stanie Teksas, z siedzibą w miasteczku Seminole. Jest częścią regionu Zachodniego Teksasu. Według spisu w 2020 roku liczyło 21,6 tys. mieszkańców, w tym jedna trzecia zamieszkiwała stolicę Seminole. Inne miejscowości, to: Seagraves i Loop.
Cedar Lake (zwany przez Hiszpanów Laguna Salinas), w północno-wschodniej części hrabstwa, jest największym słonym jeziorem na równinach Teksasu.
Założone w 1876 roku. Nazwa hrabstwa pochodzi od nazwiska Jamesa Gainesa.

## Gospodarka
Gospodarka hrabstwa zdominowana jest przez wydobycie ropy naftowej (20. miejsce w stanie – 2019), gazu ziemnego (64. miejsce – 2019), jak również uprawę bawełny (3. miejsce – 2022), orzeszków ziemnych (1. miejsce w kraju), sorgo, pszenicy, kukurydzy, produkcję siana, oraz hodowle owiec i koni. 

## Sąsiednie hrabstwa
- Hrabstwo Yoakum
- Hrabstwo Terry
- Hrabstwo Dawson
- Hrabstwo Martin
- Hrabstwo Andrews
- Hrabstwo Lea

| Dane historyczne                   | Dane historyczne | Dane historyczne |
| Rok                                | Ludność          | Zm., %           |
| ---------------------------------- | ---------------- | ---------------- |
| 1900                               | 55               | –                |
| 1910                               | 1255             | 2181,8%          |
| 1920                               | 1018             | −18,9%           |
| 1930                               | 2800             | 175%             |
| 1940                               | 8136             | 190,6%           |
| 1950                               | 8909             | 9,5%             |
| 1960                               | 12 267           | 37,7%            |
| 1970                               | 11 593           | −5,5%            |
| 1980                               | 13 150           | 13,4%            |
| 1990                               | 14 123           | 7,4%             |
| 2000                               | 14 467           | 2,4%             |
| 2010                               | 17 526           | 21,1%            |
| 2020                               | 21 598           | 23,2%            |
| Hrabstwa w stanie Teksas 1900-1990 |                  |                  |

## Demografia
Prawie jedna czwarta mieszkańców urodziła się poza granicami USA. Struktura rasowa hrabstwa przedstawia się, następująco (2023):
- biali niebędący Latynosami – 56%
- Latynosi – 40,7%
- czarni lub Afroamerykanie – 2,2%
- rdzenni Amerykanie – 1,1%
- Azjaci – 0,7%.

## Religia
Członkostwo w 2020:
- ewangelikalni – ok. 35%
- katolicy – 10,9%
- pozostali protestanci – 2,6%
- mormoni – 1%.

## Drogi główne
- U.S. Highway 62
- U.S. Highway 180
- U.S. Highway 385
- State Highway 83
- State Highway 214